# Ferdinand Daučík
Ferdinand Daučík (30. května 1910, Šahy – 14. listopadu 1986, Alcalá de Henares) byl slovenský fotbalista a trenér. Jeho mladší bratr Karol Daučík byl významným chemikem a rovněž prvoligovým fotbalistou. Byl rychlý, důrazný a technický obránce. V roce 2017 o něm vyšla kniha Útěk na lavičku Barcelony, kterou napsal Mojmír Staško.

## Začátky v Bratislavě
Fotbal začal hrát na Slovensku v klubu Šahy, následně se ještě v mládežnickém věku dostal přes Komárno až do 1. ČsŠK Bratislava (dnešní Slovan). Bratislavskému klubu pomohl do nejvyšší ligy.

## Přestup do Slavie
V roce 1935 přestoupil do pražské Slavie, kde se stal jedném z klíčových hráčů následujících sezon. Odehrál 231 zápasů a získal 3 tituly mistra ligy (1935, 1937 a 1940). Největšího úspěchu však dosáhl v roce 1938, kdy coby kapitán zvedl nad hlavu Středoevropský pohár.

## Reprezentace
Byl celkově třetím slovenským fotbalistou, který hrál v československé reprezentaci. Nastoupil celkem do patnácti zápasů a zahrál si na dvou mistrovství světa. Na MS 1934 získal stříbrnou medaili a na MS 1938 skončil s Československem ve čtvrtfinále.

## Zpět do Bratislavy
V roce 1942 musel na pokyn orgánů opustit Protektorát Čechy a Morava, a tak se vrátil zpět do Bratislavy. Tam hrál jako hráč a postupně se stal i trenérem mužstva.
Po skončení 2. světové války byl velmi aktivní ve spolupráci českých a slovenských zápasů. Zorganizoval několik přátelských utkání mezi Slavií a dnešním Slovanem.

## Úspěšný trenér
Po ukončení hráčské kariéry se stal trenérem Slovanu Bratislava. Krátce vedl československou reprezentaci.
Po nástupu komunistů v roce 1948 se stal nepohodlnou osobou, zavčasu však s rodinou emigroval. V zahraničí se postupně dostal až do Španělska, kde začal novou trenérskou kariéru. V roce 1950 se stal trenérem slavné Barcelony a následující desetiletí trénoval celou řadu klubů z Pyrenejského poloostrova. Jmenovitě: Athletic Bilbao, Atlético Madrid, Real Zaragoza, FC Porto a dalších (viz infobox).

## Rodina
Jeho bratr Karol Daučík a syn Yanko Daučík hráli taktéž fotbal na nejvyšší úrovni.